# هاري سبنسر (لاعب كريكت)
هاري سبنسر (1 أكتوبر 1901 - 13 أغسطس 1954) (بالإنجليزية: Harry Spencer)‏ هو لاعب كريكت بريطاني. شارك مع منتخب إنجلترا للكريكت.

## وصلات خارجية
- هاري سبنسر (لاعب كريكت) على موقع إي آس بي آن كريك إنفو (الإنجليزية)